# 3a edició dels Premis Mestre Mateo
La 3a edició dels premis Mestre Mateo fou celebrada el 20 de març de 2005 per guardonar les produccions audiovisuals de Galícia del 2004. Durant la cerimònia, l'Academia Galega do Audiovisual va presentar els Premis Mestre Mateo en 25 categories. La gala, que fou retransmesa en directe per Televisión de Galicia, va tenir lloc al Teatre de Concerts de Caixanova de Vigo, fou presentada per Moncho Borrajo, juntament amb els actors Sonia López, María Castaño i Monti Castiñeiras, i el tema central foren els musicals de cabaret.

## Premis

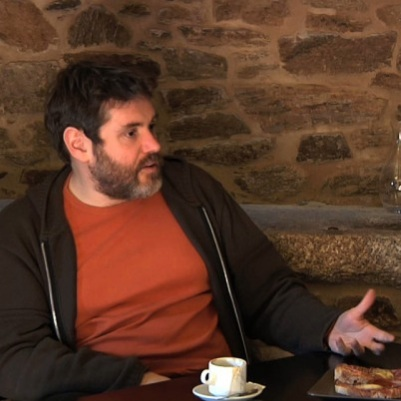
Jorge Coira (esquerra), Millor director.

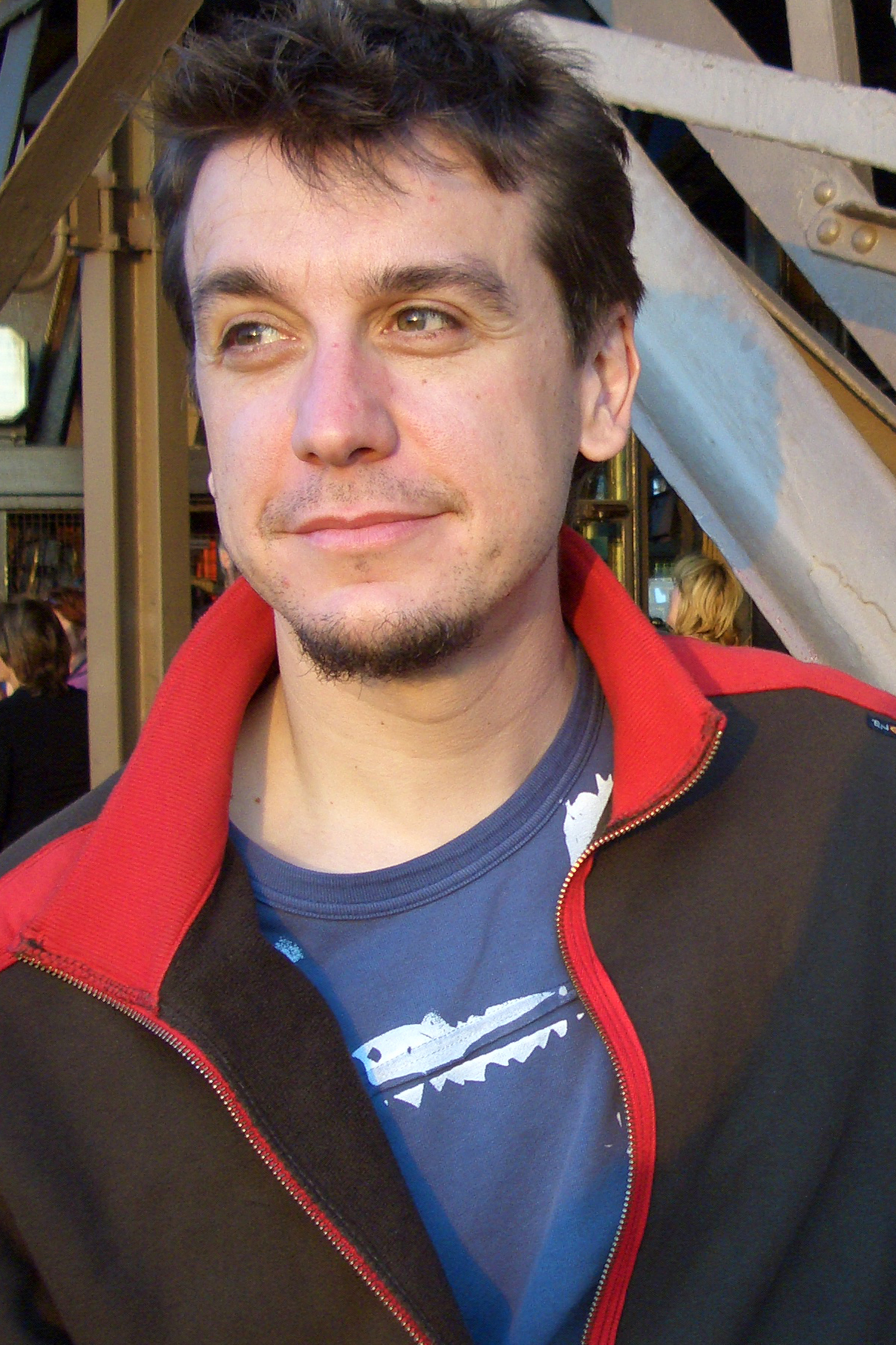
Javier Veiga, Millor actor.

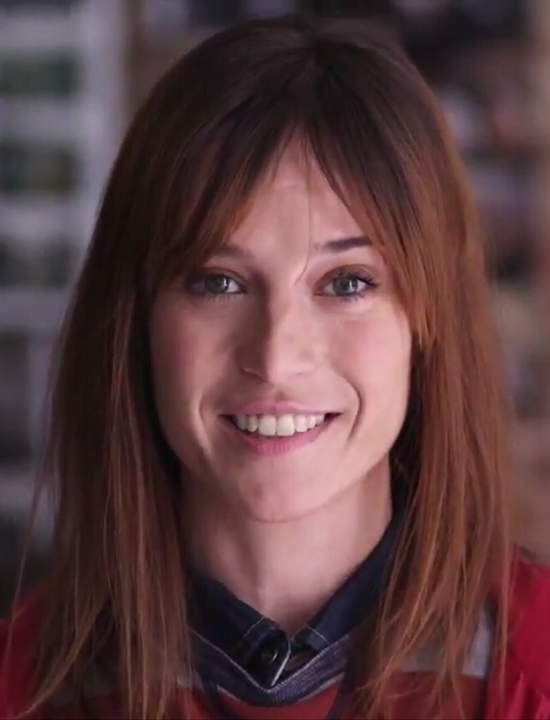
Marta Etura, millor actriu.

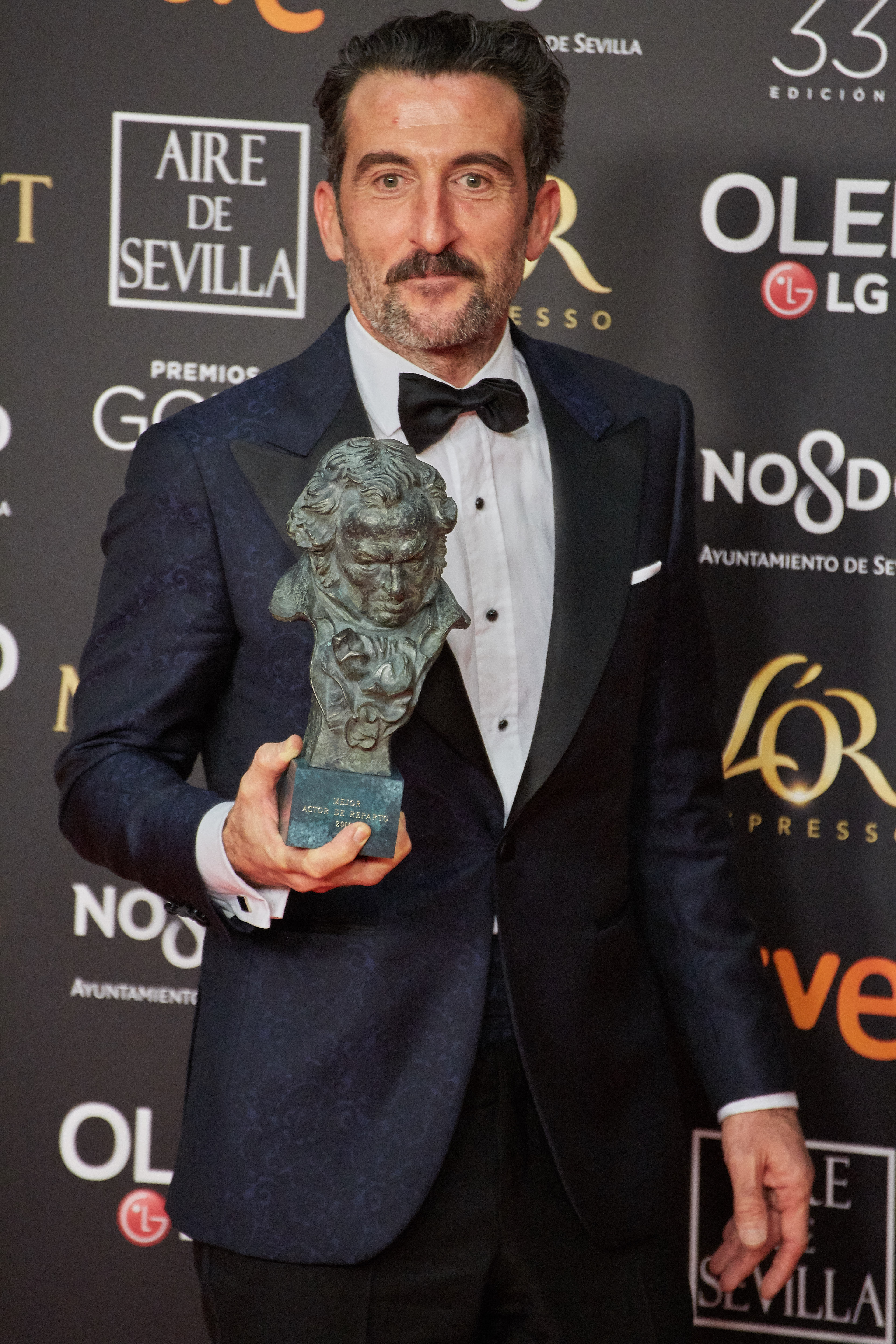
Luís Zahera, millor actor secundari.

El llargmetratge O ano da carracha, dirigit per Jorge Coira, fou el més premiat de la cerimònia en aplegar un total de vuit guardons.
Els guanyadors són els que apareixen en primer lloc i destacats en negreta.
| Millor pel·lícula | Millor director |
| --- | --- |
| - O ano da carracha – Jorge Coira - A vida que che espera – Manuel Gutiérrez Aragón - A promesa – Héctor Carré | - Jorge Coira – O ano da carracha - Héctor Carré – A promesa - Gerard Gormezano e Gustavo Balza – As leis de Celavella - Manuel Gutiérrez Aragón – A vida que che espera |
| Millor actor | Millor actriu |
| - Javier Veiga – O ano da carracha com Morgan - Alfonso Agra – Terra de Miranda com Silvino - Juan Diego – A vida que che espera com Gildo - Luís Tosar – A vida que che espera com Rai - Xosé Luís Bernal – Terra de Miranda com Alfonso                             | - Marta Etura – A vida que che espera com Val - Carmen Maura – A promesa com Celia - María Vázquez – O ano da carracha com Patricia - Verónica Sánchez – O ano da carracha com Ana                                                                                           |
| Millor actor secundari | Millor actriu secundària |
| - Luis Zahera – O ano da carracha com Encarregat de motivació - Chete Lera – A promesa com Amable - Celso Bugallo – A vida que che espera com Severo - Evaristo Calvo – A promesa com Leandro                                                                         | - Camila Bossa – O ano da carracha com Rosa - Ana Fernández – A promesa com Dorita - Clara Lago – A vida que che espera com Genia - María Bouzas – Terra de Miranda com Carmela                                                                                              |
| Millor guió | Millor realitzador |
| - A vida que che espera – Ángeles González Sinde i Manuel Gutiérrez Aragón - O ano da carracha – Carlos Portela - As leis de Celavella – Cheché Carmona, Puri Seixido i Eligio R. Montero - A promesa – Héctor Carré                                                  | - Con C de cultura – Ricardo Llovo - Romasanta: historia certa do home lobo – Breogán Riveiro - DeZine – Félix Díaz - Terra de Miranda – Marisol Torreiro |
| Millor filme de televisión | Millor documental |
| - Un bosque de música – Vía Láctea Filmes - Camino de Santiago. El Origen – Adivina Producciones - Santa Libertade – Nós, Productora Cinematográfica Gallega - Tres en el camino – Filmanova                                                                          | - Tucho Bouza, el emperador del Bronx – Filmanova - A outra Galicia – Saga TV - Romasanta: historia certa do home lobo – Formato Producciones - Trawnco. Reunidos junto al agua – Adivina Producciones                                                                       |
| Millor sèrie de televisió | Millor programa de televisió |
| - A catástrofe do Prestige, dous anos despois – TVE e C.T.Galicia - As leis de Celavella – Voz Audiovisual - Pratos combinados – Telecable Compostela - Terra de Miranda – Voz Audiovisual e TVG                                                                      | - Con C de cultura – TVG - Desde Galicia para el mundo – Pórtico de Comunicaciones - Mercuria – TVE i C.T.Galicia - Terras do leste – Productora Faro Lérez |
| Millor direcció de producció | Millor direcció artística |
| - Xabier Eirís – O ano da carracha - Alfonso Blanco – As leis de Celavella - Eduardo Santana – A promesa - Suso Bello – Camino de Santiago. El origen | - Antonio Pereira – As leis de Celavella - Alexandra Fernández – Camino de Santiago. El origen - Félix Murcia – A vida que che espera - Inés Rodrígues i Miki Nervio – Terra de Miranda                                                                                      |
| Millor comunicador de televisió | Millor muntatge |
| - María José Arrojo – Con C de cultura - Enrique Banet – Senda Verde - Paola Domínguez – Desde Galicia para el mundo - Yolanda Castaño Pereira – Mercuria | - O ano da carracha – Guillermo Represa - A vida que che espera – José Salcedo - Terra de Miranda – Julia Juanatey i Icíar Novo - A promesa – Nacho Ruíz Capillas |
| Millor banda sonora | Millor so |
| - Un bosque de música – Luar na lubre - As leis de Celavella – Nani García - A promesa – Suso Rey e Manuel Varela - A vida que che espera – Xavier Capellas | - Un bosque de música – Nani García e Xabier Ferreiro - O ano da carracha – Carlos Mouriño - Camino de Santiago. El origen – Alberto Beade - A promesa – Wildtrack |
| Millor fotografia/il·luminació | Millor maquillatge i pentinat |
| - Camino de Santiago. El origen – Suso Bello - O ano da carracha – José Juan Graf - A promesa – Juan Carlos Gómez - As leis de Celavella – Xosé Manuel Neira | - O ano da carracha – Raquel Fidalgo i María Barreiro - Camino de Santiago. El origen – Estefanía Bello - A promesa – Rosana González i Leonor García - As leis de Celavella – Susana Veira e Erea Pérez                                                                     |
| Millor producció multimèdia | Millor producció de publicitat |
| - Garrapatalapelicula.com – Interacción CIM - Arte en el camino - Formato Producciones - Evasión – Máster en Creación y Comunicación Digital - Página web vulcano – Aaccentia multimedia - Warhol – La Cápsula del Tiempo – Máster en Creación y Comunicación Digital | - Spot Fadesa – EAF Producciones - Cabreiroá única – Aldea Films - Deportivo – Aldea Films - Ratones "R" – Aldea Films |
| Millor curtmetratge de ficció | Millor curtmetratge d'animació |
| - La buena caligrafía – Ciudadano Frame - A teoría do espello – Consorcio Audiovisual de Galicia - Lobos – Saga TV - Toxic Percebe – LKF – EIS Vigo – Areamaster | - Minotarumaquia. Pablo no labirinto – Consorcio Audiovisual de Galicia - Animhombre – Escola Galega de cine – EIS Vigo – Producciones Vigo - El señor de los Mosquis "Los dos tarros" – Dygrafilms - Warhol – El Regalo de Andy – Máster en creación y comunicación Digital |
| Millor disseny de vestuari | |
| - As leis de Celavella – Ruth Díaz - A promesa – Eva Arretxe i Asunción Arretxe - Camino de Santiago. El origen – Lola Dapena - O ano da carracha – Marta Anta | |

## Premis especials

### Premi especial José Sellier
- Escola de Imaxe e Son da Coruña[6]